# Barrancas (Kolumbien)
Barrancas ist eine Gemeinde (municipio) im Departamento La Guajira in Kolumbien. Barrancas liegt nah an der Grenze nach Venezuela.

## Geographie
Barrancas liegt auf einer Höhe von ungefähr 40 Metern in der Nähe der venezolanischen Grenze im Süden des Departamentos La Guajira. Die Gemeinde liegt im Tal des Flusses Ranchería. Die Gemeinde grenzt im Norden an Hatonuevo, im Westen an Riohacha und Fonseca, im Süden ebenfalls an Fonseca und im Osten an Venezuela.

## Bevölkerung
Die Gemeinde Barrancas hat 37.554 Einwohner, von denen 19.562 im städtischen Teil (cabecera municipal) der Gemeinde leben (Stand: 2019).

## Geschichte
Barrancas wurde 1664 gegründet, gehörte zunächst zum Einflussbereich von Valledupar. Bald wurden jedoch vor allem Handelsbeziehungen mit Riohacha aufgebaut. Zunächst war der Ort als San José de los Barrancos bekannt. Seit 1672 gab es eine Kirchengemeinde in Barrancas und seit 1892 ist Barrancas Gemeinde. Zunächst gehörte es zum Departamento del Magdalena Grande, ab 1954 zur Intendencia de la Guajira, die 1965 zu einem Departamento wurde.

## Wirtschaft
Der wichtigste Wirtschaftszweig von Barrancas ist der Bergbau. Auf dem Gebiet der Gemeinde befindet sich ein Teil der Steinkohlemine El Cerrejón. Für die Wirtschaft ist zudem der Handel mit den Städten Riohacha und Maicao, aber auch mit Santa Marta und Barranquilla von besonderer Wichtigkeit.

## Persönlichkeiten
- Leandro Díaz (* 1928; † 2013), Komponist
- Luis Díaz (* 1997), Fußballspieler